# Avenida (arqueología)

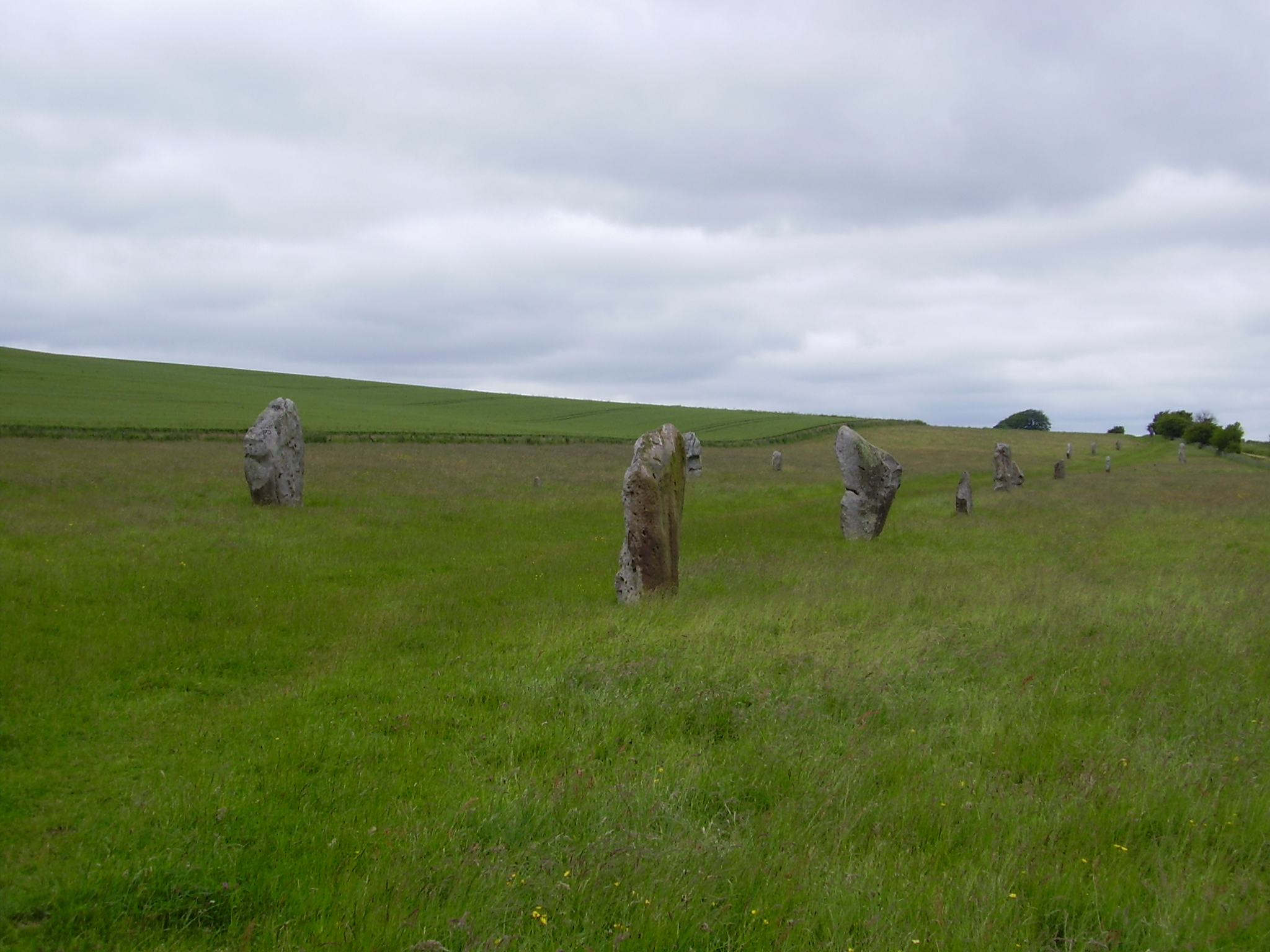
Avenida de Avebury.

Los arqueólogos británicos hacen uso general del término arqueológico avenida para denotar una tira larga de terreno, de lados paralelos, que mide hasta unos 30 metros de ancho, abierta en ambos extremos y con bordes marcados por alineaciones de piedra o postes de madera y/o sendas zanjas y terraplenes. El término se utiliza para ese tipo de contextos en las islas británicas e irlandeses pero se concentran en el centro y sur de Inglaterra.
La mayoría son cortos y rectos (tipo I, de menos de 800 m de largo), o largos y curvos (tipo II, de hasta 2,5 km). Se ha observado que a menudo enlaza círculos de piedra con los ríos cercanos. Son un elemento común en los escenarios rituales de la Edad del Bronce.

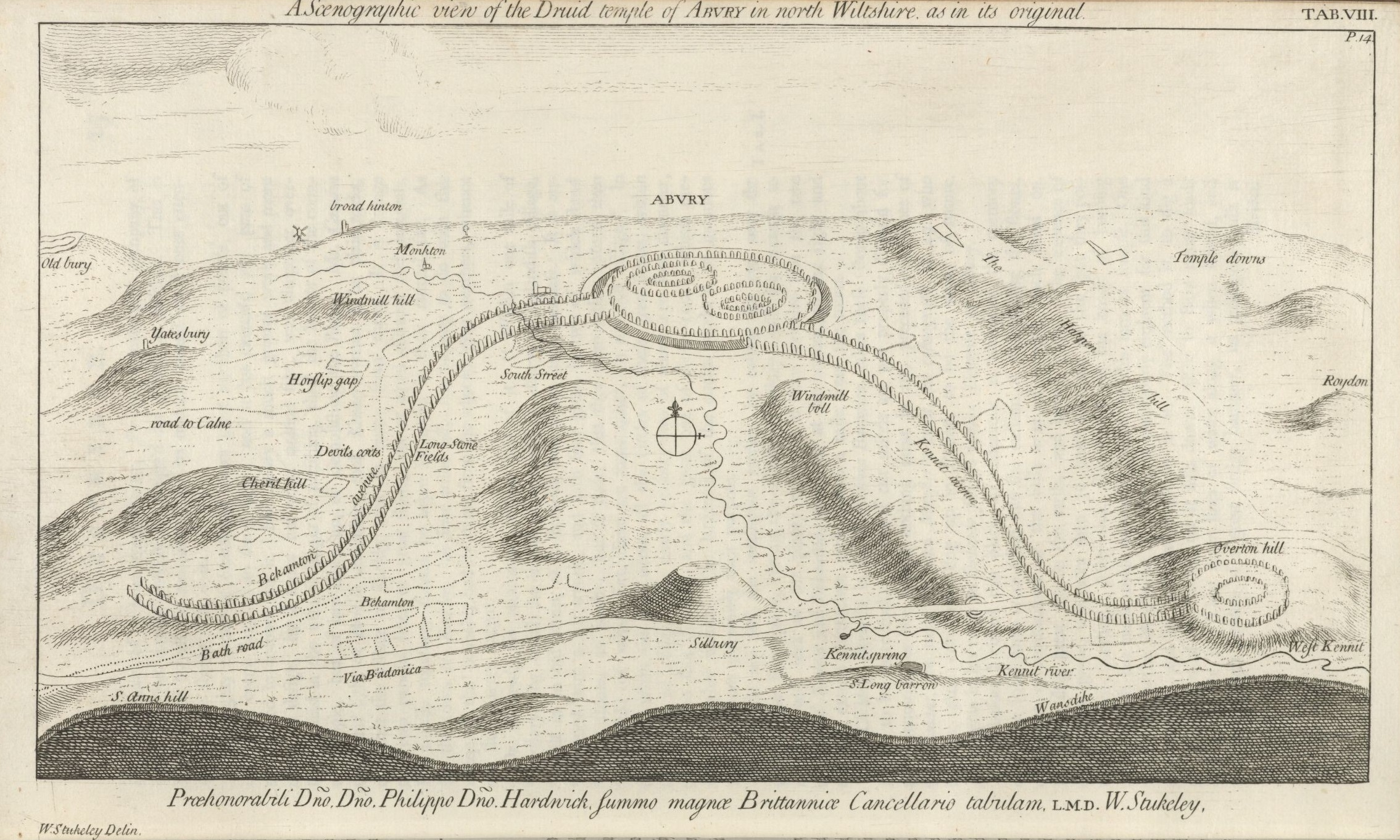
Grabado de William Stukeley (1743) de la Avenida Beckhampton, complejo prehistórico de Avebury.

Las avenidas se identifican a través de sus movimientos de tierras o el uso de arqueología aérea por medio de sus característicos lados paralelos, pudiéndose ver cómo se extienden desde una cierta distancia. En la mayoría de ejemplos, es la asociación de la avenida con otros monumentos contemporáneos la que ha proporcionado el diagnóstico. Las avenidas difieren de los cursus en que estos últimos también tienen movimientos de tierra en los extremos terminales y en que no tienen ningún alineamiento de piedras o postes de madera flanqueando los lados.
Las avenidas se cree que han sido caminos ceremoniales o procesionales y que datan del comienzo de la Bronce del Edad. Parece que se han utilizado para indicar la ruta de aproximación a un monumento en particular.